# Населённые пункты, вошедшие в состав Омска
Населённые пункты, вошедшие в состав Омска — перечень населённых пунктов, существовавших на территории современного города Омска Омской области России и не являющиеся географическими объектами (или административно-территориальными единицами) административного деления.
При включении в городскую черту топоним (название упразднённого населённого пункта или местности) может сохраняться в названии микрорайона, жилмассива, остановки общественного транспорта.
После вхождения населённого пункта в черту города его уличная сеть включается в общегородскую, что приводит, при необходимости, переименование урбанонимов (элементов уличной сети).

## Хронологический перечень
- город Ленинск-Омский — присоединён в 1930 году Постановлением президиума Западно-Сибирского крайисполкома от 14 августа 1930 введен в состав Омска и преобразован в Горный район. При образовании Ленинска-Омского в состав города вошли посёлки Семипалатинский, Сахалин, Порт-Артур, Треугольник, Рабочая слободка, Чёрный городок, Красный городок, железнодорожная станция Омск.
- город Ново-Омск — присоединён постановлением ВЦИК от 10 апреля 1933 года.
- Рыбачий — включён в состав Омска 8 июля 1947 года.
- Московка, Слободской выгон, Самарка, Большая и Малая Островки, Зелёный — включены в состав Омска 10 марта 1953 года.
- Захламино, посёлок 6-го Кирпичного — включены в состав Омска 9 ноября 1953 года.
- Николаевка — включена в состав Омска 6 января 1962 года.
- Черёмушки, Новая Станица, Армейский — включены в состав Омска 17 июля 1963 года.
- Каржас  — включён в состав Омска 1 июля 1965 года.
- Посёлок Мясокомбината  (Солнечный) — включён в состав Омска 30 ноября 1965 года.
- Северный — включён в состав Омска 17 июня 1967 года.
- Загородный и территория в/ч — включены в состав Омска 27 июня 1974 года.
- Садовый и Чукреевка — включены в состав Омска 6 октября 1977 года.
- Большие Поля — основан и присоединён 18 декабря 1981 года.

посёлки Входной, Береговой, Крутая Горка и сельские населённые пункты станция «Пламя», населённый пункт Участок № 2, деревня Булатово, посёлок Осташково, село Новоалександровка, часть села Троицкого включены в муниципальное образование городской округ город Омск.